# Taxonomia dos lepidópteros

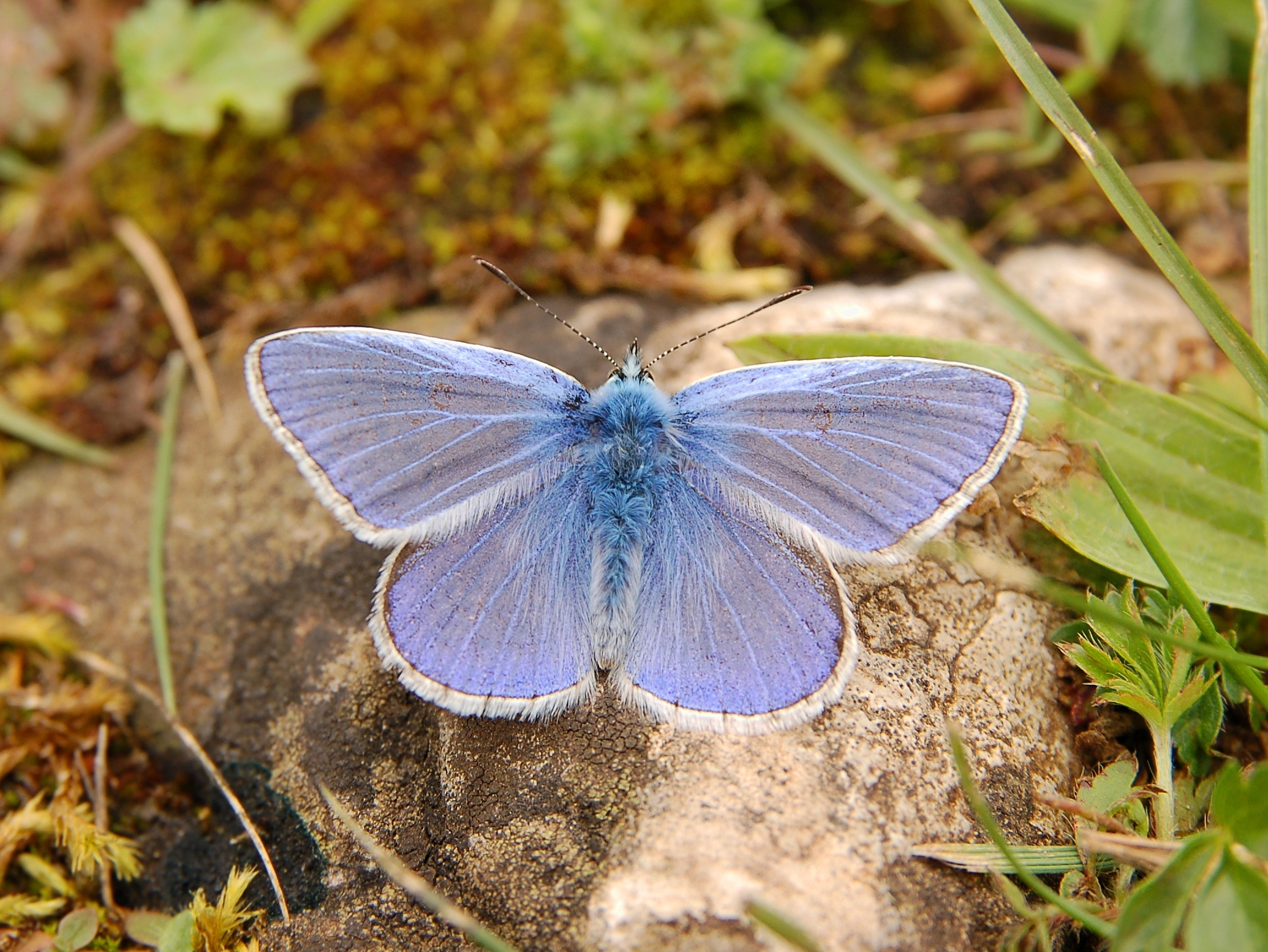
Polyommatus icarus

A ordem de insectos Lepidoptera inclui cerca de 180 000 espécies, classificadas em 127 famílias. Destas, seis estão em perigo crítico de extinção, 36 estão ameaçadas e 116 são consideradas vulneráveis. No Brasil há 57 espécies de Lepidoptera ameaçadas de extinção.
O grupo é separado informalmente em Rhophalocera (borboletas) e Heterocera (traças) segundo os seguintes critérios:
- As antenas das borboletas são rectilíneas e terminam numa bola; as traças têm antenas bastante variadas conforme a espécie, normalmente em forma de plumas.
- As traças são maioritariamente noturnas ou crepusculares; as borboletas são diurnas.
- A metamorfose das traças faz-se dentro de um casulo mole; as borboletas segregam uma crisálida rígida.
- As borboletas são em geral coloridas; as traças têm coloração monótona adaptada ao modo de vida noturno.
- As traças pousam com as asas abertas; a maioria das borboletas dobram as asas para cima enquanto em repouso.
- O corpo das borboletas é fino e alongado; as traças são mais arredondadas e robustas.

Existem 44 super-famílias de lepidópteros, sendo apenas duas (Hesperioidea e Papilionoidea) consideradas borboletas. São consideradas como borboletas as seguintes famílias: Hesperiidae, Papilionidae, Pieridae, Nymphalidae, Lycaenidae e Riodinidae. As restantes são designadas por traças.

## Lista de super-famílias
Borboletas
| Hesperioidea  |
| Papilionoidea |

Traças
| Micropterigoidea     | Heterobathmioidea | Eriocranioidea  | Acanthopteroctetoidea | Lophocoronoidea | Neopseustoidea |
| Mnesarchaeoidea      | Hepialoidea       | Nepticuloidea   | Incurvarioidea        | Palaephatoidea  | Tischerioidea  |
| Simaethistoidea      | Tineoidea         | Gracillarioidea | Yponomeutoidea        | Gelechioidea    | Zygaenoidea    |
| Sesioidea            | Cossoidea         | Tortricoidea    | Choreutoida           | Urodoidea       | Galacticoidea  |
| Schreckensteinioidea | Epermenioidea     | Pterophoroidea  | Aluctoidea            | Immoidea        | Axioidea       |
| Hyblaeoidea          | Thyridoidea       | Whalleyanoidea  | Pyraloidea            | Mimallonoidea   | Lasiocampoidea |
| Geometroidea         | Drepanoidea       | Bombycoidea     | Calliduloidea         | Hedyloidea      | Noctuoidea     |

## Lista de famílias actualmente aceitas
| Família                                 | De outra forma incluida em                   |
| --------------------------------------- | -------------------------------------------- |
| Acanthopteroctetidae Davis, 1978        |                                              |
| Acrolepiidae Heinemann, 1870            | Plutellidae ou Yponomeutidae                 |
| Acrolophidae                            | Tineidae                                     |
| Adelidae Bruand, 1851                   |                                              |
| Agathiphagidae Kristensen, 1967         |                                              |
| Agonoxenidae Meyrick, 1926              | Elastichidae ou Coleophoridae                |
| Aididae                                 | Megalopygidae                                |
| Alucitidae Leach, 1815                  |                                              |
| Anomoeotidae                            |                                              |
| Anomosetidae                            |                                              |
| Anthelidae                              |                                              |
| Arctiidae Leach, 1815                   |                                              |
| Arrhenophanidae                         |                                              |
| Axiidae Rebel, 1919                     | Noctuidae                                    |
| Batrachedridae Heinemann & Wocke, 1876  | Coleophoridae ou Mompidae ou Cosmopterigidae |
| Bedelliidae Meyrick, 1880               | Lyonetiidae                                  |
| Blastobasidae Meyrick, 1894             | Coleophoridae                                |
| Bombycidae Latreille, 1802              |                                              |
| Brachodidae Heppner, 1979               | Glyphipterigidae                             |
| Brahmaeidae Swinhoe, 1892               |                                              |
| Bucculatricidae Wallengren, 1881        |                                              |
| Callidulidae                            |                                              |
| Carposinidae Walsingham, 1897           |                                              |
| Carthaeidae                             |                                              |
| Castniidae                              |                                              |
| Cecidosidae                             | Incurvariidae                                |
| Choreutidae Stainton, 1854              | Glyphipterigidae                             |
| Coleophoridae Bruand, 1851              |                                              |
| Copromorphidae                          |                                              |
| Cosmopterigidae Heinemann & Wocke, 1876 |                                              |
| Cossidae Leach, 1815                    |                                              |
| Crambidae Latreille, 1810               | Pyralidae                                    |
| Crinopterygidae Spuler, 1898            |                                              |
| Cyclotornidae                           |                                              |
| Dalceridae                              |                                              |
| Doidae Donahue & Brown, 1987            | Arctiidae                                    |
| Douglasiidae Heinemann & Wocke, 1876    |                                              |
| Drepanidae Boisduval, 1828              |                                              |
| Dudgeoneidae                            |                                              |
| Elachistidae Bruand, 1851               |                                              |
| Endromidae Boisduval, 1828              |                                              |
| Epermeniidae Spuler, 1910               |                                              |
| Epicopeiidae                            |                                              |
| Epipyropidae Dyar, 1903                 |                                              |
| Eriocottidae Spuler, 1898               | Incurvariidae                                |
| Eriocraniidae Tutt, 1899                |                                              |
| Ethmiidae Busck, 1909                   | Elachistidae                                 |
| Eupterotidae                            |                                              |
| Galacticidae                            | Plutellidae                                  |
| Gelechiidae Stainton, 1854              |                                              |
| Geometridae Leach, 1815                 |                                              |
| Glyphipterigidae Stainton, 1854         |                                              |
| Gracillariidae Stainton, 1854           |                                              |
| Hedylidae                               | Geometridae                                  |
| Heliodinidae Heinemann & Wocke, 1876    |                                              |
| Heliozelidae Heinemann & Wocke, 1877    |                                              |
| Hepialidae Stephens, 1829               |                                              |
| Hesperiidae Latreille, 1809             |                                              |
| Heterobathmiidae                        | Micropterigidae                              |
| Heterogynidae Herrich-Schäffer, 1846    |                                              |
| Himantopteridae                         |                                              |
| Holcopogonidae Gozmany, 1967            | Autostichidae                                |
| Hyblaeidae                              |                                              |
| Immidae Heppner, 1977                   | Glyphipterigidae                             |
| Incurvariidae Spuler, 1898              |                                              |
| Lacturidae                              | Yponomeutidae                                |
| Lasiocampidae Harris, 1841              |                                              |
| Lecithoceridae Le Marchand, 1947        | Gelechiidae                                  |
| Lemoniidae Dyar, 1896                   |                                              |
| Limacodidae Duponchel, 1845             |                                              |
| Lophocoronidae Common, 1973             |                                              |
| Lycaenidae Leach, 1815                  |                                              |
| Lymantriidae Hampson, 1893              |                                              |
| Lyonetiidae Stainton, 1854              |                                              |
| Lypusidae Heinemann, 1870               | Tineidae ou Psychidae ou Yponomeutidae       |
| Megalopygidae                           |                                              |
| Metachandidae Meyrick, 1911             | Oecophoridae or Gelechiidae                  |
| Micropterigidae Herrich-Schäffer, 1855  |                                              |
| Mimallonidae                            |                                              |
| Mirinidae                               | Bombycidae                                   |
| Mnesarchaeidae                          |                                              |
| Momphidae Herrich-Schäffer, 1857        | Coleophoridae                                |
| Neopseustidae                           |                                              |
| Neotheoridae Kristensen, 1978.          |                                              |
| Nepticulidae Stainton, 1854             |                                              |
| Noctuidae Latreille, 1809               |                                              |
| Nolidae Hampson, 1894                   | Noctuidae                                    |
| Notodontidae Stephens, 1829             |                                              |
| Nymphalidae Swainson, 1827              |                                              |
| Oecophoridae Bruand, 1851               |                                              |
| Oenosandridae Miller, 1991              | Notodontidae (Thaumatopoeidae)               |
| Opostegidae Meyrick, 1893               |                                              |
| Palaeosetidae                           |                                              |
| Palaephatidae                           | Tineidae                                     |
| Pantheidae Smith, 1898                  | Noctuidae                                    |
| Papilionidae Latreille, 1802            |                                              |
| Pieridae Duponchel, 1835                |                                              |
| Plutellidae Guenee, 1845                | Yponomeutidae                                |
| Prodoxidae Riley, 1881                  |                                              |
| Prototheoridae                          |                                              |
| Psychidae Boisduval, 1828               |                                              |
| Pterolonchidae Meyrick, 1918            | Coleophoridae                                |
| Pterophoridae Zeller, 1841              |                                              |
| Pyralidae Latreille, 1802               |                                              |
| Riodinidae Grote, 1895                  | Lycaenidae                                   |
| Roeslerstammiidae Bruand, 1850          |                                              |
| Saturniidae Boisduval, 1837             |                                              |
| Schreckensteiniidae Fletcher, 1929      |                                              |
| Scythrididae Rebel, 1901                |                                              |
| Sematuridae                             |                                              |
| Sesiidae Boisduval, 1828                |                                              |
| Simaethistidae                          | Pyralidae                                    |
| Somabrachyidae Hampson, 1920            | Megalopygidae                                |
| Sphingidae Latreille, 1802              |                                              |
| Symmocidae Gozmany, 1957                | Autostichidae                                |
| Thyrididae Herrich-Schäffer, 1846       |                                              |
| Tineidae Latreille, 1810                |                                              |
| Tineodidae Meyrick, 1885                |                                              |
| Tischeriidae Spuler, 1898               |                                              |
| Tortricidae Latreille, 1802             |                                              |
| Uraniidae                               |                                              |
| Urodidae Kyrki, 1984                    |                                              |
| Whalleyanidae                           | Thyrididae                                   |
| Yponomeutidae Stephens, 1829            |                                              |
| Ypsolophidae Guenee, 1845               | Yponomeutidae                                |
| Zygaenidae Latreille, 1809              |                                              |

## Lista de famílias relegadas
Os seguintes grupos foram classificados como famílias até a um passado recente e os seus nomes poderão estar ainda inclusos em bibliografia e em sítios da internet. Esta lista mostra onde essas supostas famílias estão agora classificadas.
| 'Família'       | Agora incluida em |
| --------------- | ----------------- |
| Agaristidae     | Noctuidae         |
| Amphisbatidae   | Oecophoridae      |
| Apatelodidae    | Bombycidae        |
| Apoprogonidae   | Sematuridae       |
| Argyresthiidae  | Yponomeutidae     |
| Autostichidae   | Oecophoridae      |
| Blastodacnidae  | Agonoxenidae      |
| Cercophanidae   | Saturniidae       |
| Chimbachidae    | Oecophoridae      |
| Chrysopolomidae | Limacodidae       |
| Cocytiidae      | Noctuidae         |
| Ctenuchidae     | Arctiidae         |
| Cyclidiidae     | Drepanidae        |
| Cycnodiidae     | Elachistidae      |
| Danaidae        | Nymphalidae       |
| Deoclonidae     | Gelechiidae       |
| Depressariidae  | Oecophoridae      |

| 'Família'       | Agora incluida em |
| --------------- | ----------------- |
| Deuterotineidae | Eriocottidae      |
| Dilobidae       | Noctuidae         |
| Dioptidae       | Notodontidae      |
| Epiplemidae     | Uraniidae         |
| Glyphidoceridae | Symmocidae        |
| Heliconiidae    | Nymphalidae       |
| Hypertrophidae  | Oecophoridae      |
| Lathrotelidae   | Crambidae         |
| Libytheidae     | Nymphalidae       |
| Manidiidae      | Sematuridae       |
| Megathymidae    | Hesperiidae       |
| Metarbelidae    | Cossidae          |
| Oinophilidae    | Tineidae          |
| Olethreutidae   | Tortricidae       |
| Oxytenidae      | Saturniidae       |
| Parnassiidae    | Papilionidae      |
| Peleopodidae    | Oecophoridae      |

| 'Família'       | Agora incluida em |
| --------------- | ----------------- |
| Pericopidae     | Arctiidae         |
| Phaloniidae     | Tortricidae       |
| Phyllocnistidae | Gracillariidae    |
| Pseudarbelidae  | Psychidae         |
| Pterothysanidae | Callidulidae      |
| Pyromorphidae   | Zygaenidae        |
| Ratardidae      | Cossidae          |
| Satyridae       | Nymphalidae       |
| Schistonoeidae  | Gelechiidae       |
| Stathmopodidae  | Oecophoridae      |
| Stenomidae      | Oecophoridae      |
| Strepsimanidae  | Noctuidae         |
| Thaumetopoeidae | Notodontidae      |
| Thyatiridae     | Drepanidae        |
| Thyretidae      | Arctiidae         |
| Walshiidae      | Cosmopterigidae   |
| Xyloryctidae    | Oecophoridae      |

## Classificação de acordo comFauna Europaea
| Acanthopteroctetoidea | Acanthopteroctetidae |                   |
| Alucitoidea           | Alucitidae           |                   |
| Axioidea              | Axiidae              |                   |
| Bombycoidea           | Brahmaeidae          |                   |
| Bombycoidea           | Endromidae           |                   |
| Bombycoidea           | Lemoniidae           |                   |
| Bombycoidea           | Mirinidae            |                   |
| Bombycoidea           | Saturniidae          | Agliinae          |
| Bombycoidea           | Saturniidae          | Saturniinae       |
| Bombycoidea           | Sphingidae           | Macroglossinae    |
| Bombycoidea           | Sphingidae           | Smerinthinae      |
| Bombycoidea           | Sphingidae           | Sphinginae        |
| Choreutoidea          | Choreutidae          | Choreutinae       |
| Choreutoidea          | Choreutidae          | Millierinae       |
| Copromorphoidea       | Carposinidae         |                   |
| Cossoidea             | Cossidae             | Cossinae          |
| Cossoidea             | Cossidae             | Zeuzerinae        |
| Drepanoidea           | Drepanidae           | Drepaninae        |
| Drepanoidea           | Drepanidae           | Thyatirinae       |
| Epermenioidea         | Epermeniidae         | Epermeniinae      |
| Epermenioidea         | Epermeniidae         | Ochromolopinae    |
| Eriocranioidea        | Eriocraniidae        |                   |
| Galacticoidea         | Galacticidae         |                   |
| Gelechioidea          | Agonoxenidae         |                   |
| Gelechioidea          | Amphisbatidae        | Amphisbatinae     |
| Gelechioidea          | Autostichidae        | Autostichinae     |
| Gelechioidea          | Autostichidae        | Holcopogoninae    |
| Gelechioidea          | Autostichidae        | Symmocinae        |
| Gelechioidea          | Batrachedridae       |                   |
| Gelechioidea          | Blastobasidae        |                   |
| Gelechioidea          | Chimabachidae        |                   |
| Gelechioidea          | Coleophoridae        |                   |
| Gelechioidea          | Cosmopterigidae      | Antequerinae      |
| Gelechioidea          | Cosmopterigidae      | Chrysopeleiinae   |
| Gelechioidea          | Cosmopterigidae      | Cosmopteriginae   |
| Gelechioidea          | Deoclonidae          |                   |
| Gelechioidea          | Depressariidae       | Cryptolechiinae   |
| Gelechioidea          | Depressariidae       | Depressariinae    |
| Gelechioidea          | Elachistidae         |                   |
| Gelechioidea          | Ethmiidae            |                   |
| Gelechioidea          | Gelechiidae          | Dichomeridinae    |
| Gelechioidea          | Gelechiidae          | Gelechiinae       |
| Gelechioidea          | Gelechiidae          | Pexicopiinae      |
| Gelechioidea          | Lecithoceridae       | Ceuthomadarinae   |
| Gelechioidea          | Lecithoceridae       | Lecithocerinae    |
| Gelechioidea          | Lecithoceridae       | Oditinae          |
| Gelechioidea          | Momphidae            |                   |
| Gelechioidea          | Oecophoridae         | Deuterogoniinae   |
| Gelechioidea          | Oecophoridae         | Oecophorinae      |
| Gelechioidea          | Pterolonchidae       |                   |
| Gelechioidea          | Schistonoeidae       |                   |
| Gelechioidea          | Scythrididae         |                   |
| Gelechioidea          | Stathmopodidae       |                   |
| Geometroidea          | Geometridae          | Alsophilinae      |
| Geometroidea          | Geometridae          | Archiearinae      |
| Geometroidea          | Geometridae          | Desmobathrinae    |
| Geometroidea          | Geometridae          | Ennominae         |
| Geometroidea          | Geometridae          | Geometrinae       |
| Geometroidea          | Geometridae          | Larentiinae       |
| Geometroidea          | Geometridae          | Orthostixinae     |
| Geometroidea          | Geometridae          | Sterrhinae        |
| Geometroidea          | Uraniidae            | Epipleminae       |
| Gracillarioidea       | Bucculatricidae      |                   |
| Gracillarioidea       | Douglasiidae         |                   |
| Gracillarioidea       | Gracillariidae       | Gracillariinae    |
| Gracillarioidea       | Gracillariidae       | Lithocolletinae   |
| Gracillarioidea       | Gracillariidae       | Phyllocnistinae   |
| Gracillarioidea       | Roeslerstammiidae    |                   |
| Hepialoidea           | Hepialidae           |                   |
| Hesperioidea          | Hesperiidae          | Hesperiinae       |
| Hesperioidea          | Hesperiidae          | Heteropterinae    |
| Hesperioidea          | Hesperiidae          | Pyrginae          |
| Incurvarioidea        | Adelidae             | Adelinae          |
| Incurvarioidea        | Adelidae             | Nematopogoninae   |
| Incurvarioidea        | Crinopterygidae      |                   |
| Incurvarioidea        | Heliozelidae         |                   |
| Incurvarioidea        | Incurvariidae        |                   |
| Incurvarioidea        | Prodoxidae           |                   |
| Lasiocampoidea        | Lasiocampidae        | Chondrosteginae   |
| Lasiocampoidea        | Lasiocampidae        | Lasiocampinae     |
| Lasiocampoidea        | Lasiocampidae        | Malacosominae     |
| Lasiocampoidea        | Lasiocampidae        | Pinarinae         |
| Lasiocampoidea        | Lasiocampidae        | Poecilocampinae   |
| Micropterigoidea      | Micropterigidae      |                   |
| Nepticuloidea         | Nepticulidae         | Nepticulinae      |
| Nepticuloidea         | Opostegidae          | Oposteginae       |
| Nepticuloidea         | Opostegidae          | Opostegoidinae    |
| Noctuoidea            | Arctiidae            | Arctiinae         |
| Noctuoidea            | Arctiidae            | Lithosiinae       |
| Noctuoidea            | Arctiidae            | Syntominae        |
| Noctuoidea            | Lymantriidae         | Arctorninae       |
| Noctuoidea            | Lymantriidae         | Calliterinae      |
| Noctuoidea            | Lymantriidae         | Lymantrinae       |
| Noctuoidea            | Lymantriidae         | Nygmininae        |
| Noctuoidea            | Lymantriidae         | Orgyinae          |
| Noctuoidea            | Noctuidae            | Acontiinae        |
| Noctuoidea            | Noctuidae            | Acronictinae      |
| Noctuoidea            | Noctuidae            | Aedeiinae         |
| Noctuoidea            | Noctuidae            | Amphipyrinae      |
| Noctuoidea            | Noctuidae            | Bagisarinae       |
| Noctuoidea            | Noctuidae            | Bryophilinae      |
| Noctuoidea            | Noctuidae            | Calpinae          |
| Noctuoidea            | Noctuidae            | Catocalinae       |
| Noctuoidea            | Noctuidae            | Condicinae        |
| Noctuoidea            | Noctuidae            | Cuculliinae       |
| Noctuoidea            | Noctuidae            | Dilobinae         |
| Noctuoidea            | Noctuidae            | Eublemminae       |
| Noctuoidea            | Noctuidae            | Eustrotiinae      |
| Noctuoidea            | Noctuidae            | Euteliinae        |
| Noctuoidea            | Noctuidae            | Hadeninae         |
| Noctuoidea            | Noctuidae            | Heliothinae       |
| Noctuoidea            | Noctuidae            | Herminiinae       |
| Noctuoidea            | Noctuidae            | Hypeninae         |
| Noctuoidea            | Noctuidae            | Micronoctuinae    |
| Noctuoidea            | Noctuidae            | Noctuinae         |
| Noctuoidea            | Noctuidae            | Pantheinae        |
| Noctuoidea            | Noctuidae            | Plusiinae         |
| Noctuoidea            | Noctuidae            | Raphiinae         |
| Noctuoidea            | Noctuidae            | Rivulinae         |
| Noctuoidea            | Noctuidae            | Strepsimaninae    |
| Noctuoidea            | Noctuidae            | Tytinae           |
| Noctuoidea            | Nolidae              | Chloephorinae     |
| Noctuoidea            | Nolidae              | Eariadinae        |
| Noctuoidea            | Nolidae              | Nolinae           |
| Noctuoidea            | Notodontidae         | Notodontinae      |
| Noctuoidea            | Notodontidae         | Phalerinae        |
| Noctuoidea            | Notodontidae         | Ptilodoninae      |
| Noctuoidea            | Notodontidae         | Pygaerinae        |
| Noctuoidea            | Notodontidae         | Stauropinae       |
| Noctuoidea            | Thaumetopoeidae      | Thaumetopoeinae   |
| Papilionoidea         | Lycaenidae           | Lycaeninae        |
| Papilionoidea         | Lycaenidae           | Riodininae        |
| Papilionoidea         | Nymphalidae          | Apaturinae        |
| Papilionoidea         | Nymphalidae          | Charaxinae        |
| Papilionoidea         | Nymphalidae          | Danainae          |
| Papilionoidea         | Nymphalidae          | Heliconiinae      |
| Papilionoidea         | Nymphalidae          | Libytheinae       |
| Papilionoidea         | Nymphalidae          | Limenitidinae     |
| Papilionoidea         | Nymphalidae          | Melitaeinae       |
| Papilionoidea         | Nymphalidae          | Nymphalinae       |
| Papilionoidea         | Nymphalidae          | Satyrinae         |
| Papilionoidea         | Papilionidae         | Papilioninae      |
| Papilionoidea         | Papilionidae         | Parnassiinae      |
| Papilionoidea         | Pieridae             | Coliadinae        |
| Papilionoidea         | Pieridae             | Dismorphiinae     |
| Papilionoidea         | Pieridae             | Pierinae          |
| Pterophoroidea        | Pterophoridae        | Agdistinae        |
| Pterophoroidea        | Pterophoridae        | Pterophorinae     |
| Pyraloidea            | Crambidae            | Acentropinae      |
| Pyraloidea            | Crambidae            | Cathariinae       |
| Pyraloidea            | Crambidae            | Crambinae         |
| Pyraloidea            | Crambidae            | Cybalomiinae      |
| Pyraloidea            | Crambidae            | Evergestinae      |
| Pyraloidea            | Crambidae            | Glaphyriinae      |
| Pyraloidea            | Crambidae            | Odontiinae        |
| Pyraloidea            | Crambidae            | Pyraustinae       |
| Pyraloidea            | Crambidae            | Schoenobiinae     |
| Pyraloidea            | Crambidae            | Scopariinae       |
| Pyraloidea            | Crambidae            | Spilomelinae      |
| Pyraloidea            | Pyralidae            | Epipaschiinae     |
| Pyraloidea            | Pyralidae            | Galleriinae       |
| Pyraloidea            | Pyralidae            | Phycitinae        |
| Pyraloidea            | Pyralidae            | Pyralinae         |
| Schreckensteinioidea  | Schreckensteiniidae  |                   |
| Sesioidea             | Brachodidae          |                   |
| Sesioidea             | Castniidae           |                   |
| Sesioidea             | Sesiidae             | Sesiinae          |
| Sesioidea             | Sesiidae             | Tinthiinae        |
| Thyridoidea           | Thyrididae           |                   |
| Tineoidea             | Eriocottidae         |                   |
| Tineoidea             | Lypusidae            |                   |
| Tineoidea             | Psychidae            | Epichnopteryginae |
| Tineoidea             | Psychidae            | Naryciinae        |
| Tineoidea             | Psychidae            | Oiketicinae       |
| Tineoidea             | Psychidae            | Placodominae      |
| Tineoidea             | Psychidae            | Psychinae         |
| Tineoidea             | Psychidae            | Taleporiinae      |
| Tineoidea             | Psychidae            | Typhoniinae       |
| Tineoidea             | Tineidae             | Dryadaulinae      |
| Tineoidea             | Tineidae             | Euplocaminae      |
| Tineoidea             | Tineidae             | Hapsiferinae      |
| Tineoidea             | Tineidae             | Hieroxestinae     |
| Tineoidea             | Tineidae             | Meessiinae        |
| Tineoidea             | Tineidae             | Myrmecozelinae    |
| Tineoidea             | Tineidae             | Nemapogoninae     |
| Tineoidea             | Tineidae             | Perissomasticinae |
| Tineoidea             | Tineidae             | Scardiinae        |
| Tineoidea             | Tineidae             | Setomorphinae     |
| Tineoidea             | Tineidae             | Stathmopolitinae  |
| Tineoidea             | Tineidae             | Teichobiinae      |
| Tineoidea             | Tineidae             | Tineinae          |
| Tischerioidea         | Tischeriidae         |                   |
| Tortricoidea          | Tortricidae          | Chlidanotinae     |
| Tortricoidea          | Tortricidae          | Olethreutinae     |
| Tortricoidea          | Tortricidae          | Tortricinae       |
| Urodoidea             | Urodidae             |                   |
| Yponomeutoidea        | Acrolepiidae         |                   |
| Yponomeutoidea        | Bedelliidae          |                   |
| Yponomeutoidea        | Glyphipterigidae     | Glyphipteriginae  |
| Yponomeutoidea        | Glyphipterigidae     | Orthoteliinae     |
| Yponomeutoidea        | Heliodinidae         |                   |
| Yponomeutoidea        | Lyonetiidae          | Cemiostominae     |
| Yponomeutoidea        | Lyonetiidae          | Lyonetiinae       |
| Yponomeutoidea        | Plutellidae          |                   |
| Yponomeutoidea        | Yponomeutidae        | Argyresthiinae    |
| Yponomeutoidea        | Yponomeutidae        | Praydinae         |
| Yponomeutoidea        | Yponomeutidae        | Scythropiinae     |
| Yponomeutoidea        | Yponomeutidae        | Yponomeutinae     |
| Yponomeutoidea        | Ypsolophidae         | Ochsenheimeriinae |
| Yponomeutoidea        | Ypsolophidae         | Ypsolophinae      |
| Zygaenoidea           | Epipyropidae         |                   |
| Zygaenoidea           | Heterogynidae        |                   |
| Zygaenoidea           | Limacodidae          |                   |
| Zygaenoidea           | Somabrachyidae       |                   |
| Zygaenoidea           | Zygaenidae           | Chalcosiinae      |
| Zygaenoidea           | Zygaenidae           | Procridinae       |
| Zygaenoidea           | Zygaenidae           | Zygaeninae        |